# Gunung Ibu
Gunung Ibu är ett berg i Indonesien.   Det ligger i provinsen Maluku Utara, i den nordöstra delen av landet, 2 500 km öster om huvudstaden Jakarta. Toppen på Gunung Ibu är 1 550 meter över havet.
Terrängen runt Gunung Ibu är huvudsakligen kuperad. Runt Gunung Ibu är det glesbefolkat, med 16 invånare per kvadratkilometer. I omgivningarna runt Gunung Ibu växer i huvudsak städsegrön lövskog.